# Село Ыбырая Алтынсарина
Ыбырая Алтынсарина (каз. Ыбырай Алтынсарин, до 2018 года — Разъезд 96) — село в Целиноградском районе Акмолинской области Казахстана. Входит в состав Талапкерского сельского округа. Код КАТО — 116672500.

## География
Село расположено в северной части района, на расстоянии примерно 27 километров (по прямой) к северо-востоку от административного центра района — села Акмол, в 7 километрах к востоку от административного центра сельского округа — села Талапкер.
Абсолютная высота — 340 метров над уровнем моря.
Ближайшие населённые пункты: село Талапкер — на западе, город Астана — на востоке.
Через село проходит Южносибирская железнодорожная магистраль. Имеется станция.

## Население
В 1989 году население села составляло 54 человека (из них казахи — 100%).

В 1999 году население села составляло 73 человека (41 мужчина и 32 женщины). По данным переписи 2009 года, в селе проживало 529 человек (275 мужчин и 254 женщины).\
| Численность населения | Численность населения | Численность населения |
| 1989                  | 1999                  | 2009                  |
| --------------------- | --------------------- | --------------------- |
| 54                    | ↗73                   | ↗529                  |